# 映像の世紀プレミアム
『映像の世紀プレミアム』（えいぞうのせいきプレミアム）は、2016年5月28日から2022年1月18日までNHK BSプレミアム（2021年8月9日からNHK BS4Kでも）で放送されていたドキュメンタリーのシリーズ。

## 概要
1995年から1996年にNHKの総合テレビで放送された歴史ドキュメンタリー『映像の世紀』、ならびに2015年から2016年まで総合テレビで放送された『新・映像の世紀』（いずれもNHKスペシャル枠）の内容を再構築し、さらに未公開映像や新たに発掘された映像も交え、1回につき90分の内容で放送している。
『映像の世紀』と『新・映像の世紀』は100余年の映像を時系列順に紹介していたが、『映像の世紀プレミアム』は特集ジャンルごとに紹介する構成を取っている。これは、2016年5月16日時点で既に決まっていた「芸術家」「兵器と科学者」「女性」の3つのテーマからなり、総合テレビでの放送時よりも人々の物語をより深く描けると制作側が判断したためである。
2022年に入ってから新作は制作されていないが、同年4月から総合テレビのレギュラー番組として『映像の世紀 バタフライエフェクト』が実質的な後継企画として開始された。

## 放送日程
| 集数   | タイトル                                   | BSP初回放送日                | 4K版初回放送日               |
| ------ | ------------------------------------------ | ---------------------------- | ---------------------------- |
| 第1集  | 世界を震わせた芸術家たち                   | 2016年5月28日 19:30 - 21:00  | 2021年8月9日 17:30 - 18:59   |
| 第2集  | 戦争 科学者たちの罪と勇気                  | 2016年8月13日 19:30 - 21:00  | 2021年8月16日 17:30 - 18:59  |
| 第3集  | 世界を変えた女たち                         | 2016年12月3日 19:30 - 21:00  | 2021年8月23日 17:30 - 18:59  |
| 第4集  | 英雄たちの栄光と悲劇                       | 2017年3月18日 19:30 - 21:00  | 2021年8月31日 0:10 - 1:39    |
| 第5集  | グレートファミリー 巨大財閥の100年         | 2017年6月10日 19:30 - 21:00  | 2021年9月6日 17:30 - 18:59   |
| 第6集  | アジア 自由への戦い                        | 2017年8月19日 19:30 - 21:00  | 2021年9月14日 0:10 - 1:39    |
| 第7集  | 極限への挑戦者たち                         | 2017年12月16日 19:30 - 21:00 | 2021年9月21日 0:10 - 1:39    |
| 第8集  | アメリカ 自由の国の秘密と嘘                | 2018年2月10日 19:30 - 21:00  | 2021年9月27日 17:30 - 18:59  |
| 第9集  | 独裁者 3人の“狂気”                         | 2018年6月16日 19:30 - 21:00  | 2021年10月4日 17:30 - 18:59  |
| 第10集 | 難民 希望への旅路                          | 2018年8月11日 19:30 - 21:00  | 2021年10月11日 17:30 - 18:59 |
| 第11集 | 運命の3つの都 パリ・ベルリン・ニューヨーク | 2018年12月8日 19:30 - 21:00  | 2021年10月18日 17:30 - 18:59 |
| 第12集 | 昭和 激動の宰相たち                        | 2019年3月9日 19:30 - 21:00   | 2021年10月25日 17:30 - 18:59 |
| 第13集 | 戦場の黙示録                               | 2019年6月22日 19:30 - 21:00  | 2021年11月1日 17:30 - 18:59  |
| 第14集 | 運命の恋人たち                             | 2019年11月30日 21:00 - 22:30 | 2021年11月8日 17:30 - 18:59  |
| 第15集 | 東京 夢と幻想の1964年                      | 2020年1月3日 21:00 - 22:30   | 2021年11月16日 1:45 - 3:14   |
| 第16集 | オリンピック 激動の祭典                    | 2020年6月20日 19:30 - 21:00  | 2021年11月23日 1:26 - 2:55   |
| 第17集 | 人類の危機                                 | 2020年9月19日 21:00 - 22:30  | 2021年11月29日 17:30 - 18:59 |
| 第18集 | ナチス 狂気の集団                          | 2020年12月12日 19:30 - 21:00 | 2021年12月6日 17:30 - 18:59  |
| 第19集 | 東京 破壊と創造の150年                     | 2021年4月3日 18:00 - 19:30   | 2021年3月29日 1:15 - 2:44    |
| 第20集 | 中国 “革命”の血と涙                        | 2021年8月14日 19:30 - 21:00  | 2021年8月14日 19:30 - 20:59  |
| 第21集 | 太平洋戦争 銃後もうひとつの戦場            | 2021年12月4日 19:30 - 21:00  | 2021年12月4日 19:30 - 20:59  |

#### 再放送
| 回 | 放送日         | 開始時間 | 放送局  | 集数 | 放送内容                           |
| -- | -------------- | -------- | ------- | ---- | ---------------------------------- |
| 1  | 2018年12月3日  | 00:00    | NHK BS1 | 1    | 世界を震わせた芸術家たち           |
| 2  | 2018年12月9日  | 00:00    | NHK BS1 | 2    | 戦争 科学者たちの罪と勇気          |
| 3  | 2018年12月10日 | 00:00    | NHK BS1 | 3    | 世界を変えた女たち                 |
| 4  | 2018年12月17日 | 00:00    | NHK BS1 | 4    | 英雄たちの栄光と悲劇               |
| 5  | 2018年12月23日 | 00:00    | NHK BS1 | 5    | グレート ファミリー100年の巨大財閥 |
| 6  | 2018年12月24日 | 00:00    | NHK BS1 | 6    | アジア自由への戦い                 |
| 7  | 2019年3月4日   | 00:00    | NHK BS1 | 7    | 極限への挑戦者たち                 |
| 8  | 2019年3月10日  | 00:00    | NHK BS1 | 8    | アメリカ 自由の国の秘密と嘘        |
| 9  | 2019年3月11日  | 00:00    | NHK BS1 | 9    | 独裁者３人の“狂気”                 |
| 10 | 2022年8月7日   | 13:30    | NHKBSP  | 9    | 独裁者３人の“狂気”                 |
| 10 | 2022年8月7日   | 13:30    | NHKBS4K | 9    | 独裁者３人の“狂気”                 |
| 11 | 2024年7月27日  | 11:30    | NHK BS  | 16   | オリンピック激動の祭典             |

## スタッフ

### ナレーター
- 山根基世（『映像の世紀』ナレーター）
- 山田孝之（『新・映像の世紀』ナレーター）

※第15集は山田孝之をVFX合成した白黒ニュースフィルム（NHKスペシャル『東京ブラックホールII 破壊と創造の1964年』で製作）で締め括られる。

### その他
- 音楽：加古隆
- 指揮：下野竜也
- 演奏：NHK交響楽団
- 吹き替え：81プロデュース
- 制作協力：アミューズ
- 制作著作：NHK